# Wednesday Campanella
Wednesday Campanella (水曜日のカンパネラ Suiyōbi no Kampanera?) es un grupo musical japonés formado en 2012, caracterizado por combinar géneros como EDM, J-pop y Hip-hop. Sus letras suelen seguir temas como personajes o criaturas históricas, cultura pop y demás referencias folklóricas. Desde 2013 hasta 2021, el trío consistió por KOM_I, Kenmochi Hidefumi y Dir F. En septiembre de 2021, KOM_I se separó del proyecto, dejando a Utaha como la nueva vocalista. 

## Historia

### Formación
En 2011, Dir. F y Kenmochi se conocieron por primera vez en el Design Festa Tokyo . Como gerente en el sello Tsubasa Records, Dir. F quería lanzar un nuevo proyecto musical liderado por artistas femeninos, mientras que Kenmochi quería producir música nueva diferente a su música instrumental bajo el sello Hydeout Productions de Nujabes después del desastre del 3.11 en Japón . Los dos decidieron formar un proyecto al que denominaron "Suiyōbi no Campanella". En 2012, Dir. F conoció a KOM_I en una fiesta en la casa de un amigo camarógrafo en común y él la invitó a unirse al grupo. KOM_I no tenía experiencia musical previa hasta que se unió y todavía era estudiante de secundaria. Originalmente, Kenmochi y Dir. F imaginó al grupo como un trío de chicas, pero esta idea fue abandonada más tarde. Para su demostración inicial, una segunda vocalista femenina aparece en las canciones demo, pero no se le acredita ni se la identifica. La segunda vocalista se iría poco después por razones desconocidas, dejando a KOM_I como la única vocalista del grupo.

### Carrera profesional
El grupo subió sus dos primeras canciones, " Oz " y " Kūkai ", a YouTube en julio de 2012. Su lanzamiento de demostración debut Suiyōbi no Campanella Demo 1 se vendió en Design Festa Tokyo Autumn en noviembre del mismo año.
El 11 de marzo de 2013, KOM_I realizó sus primeras presentaciones en vivo en representación del grupo. Tuvo lugar en Shimokitazawa ERA, un club nocturno en Tokio. Su primer miniálbum titulado Crawl to Sakaagari (クロールと逆上がり) fue lanzado en mayo de ese mismo año. Se vendió exclusivamente en Village Vanguard Shimokitazawa. En septiembre de 2013, el grupo fue invitado al Festival Ringo Ongakusai en el que KOM_I actuó en varios espectáculos junto a Ringo-ame Man. Al mes siguiente, su segundo miniálbum Rashomon (羅生門) fue lanzado y vendido exclusivamente en Tower Records .
En marzo de 2014, se lanzó el tercer miniálbum del grupo, Cinema Jack ("シ ネ マ ジ ャ ッ ク"). El grupo realizó entrevistas web en serie con la tienda de música en línea OTOTOY para promocionar el lanzamiento del álbum. Más tarde en 2015, OTOTOY lanzaría una canción colaborativa exclusiva del grupo con Yuki Kawamura . El 5 de agosto de 2014, el grupo debutó con su sencillo más exitoso hasta la fecha " Momotarō " en la radio J-Wave para su cuarto miniálbum, Watashi wo Onigashima ni Tsuretette (私を鬼が島に連れてって, "Llévame a la isla Onigahisma"), que fue lanzado el 5 de noviembre de 2014 en edición de CD.
En 2015, lanzaron su primer EP, Triathlon . A diferencia de los lanzamientos anteriores del grupo, el EP es el primero en presentar productores externos, incluidos Oorutaichi (quien luego produciría la totalidad de "Yakushima Treasure" en 2019) y OBKR del dúo NORK Más tarde ese año, el primer álbum completo del grupo, Zipangu, fue lanzado consolidando su combinación única de géneros. El álbum incluía la canción " Shakushain ", que se convirtió en un éxito menor, acompañado de un video musical con stop-motion y otros trucos cinematográficos creativos filmados en Sapporo, ya que la letra de la canción también giraba en torno a las atracciones y ciudades en Hokkaido. El álbum presentó al grupo como una banda prometedora y extravagante dentro de la escena mainstream de la música pop japonesa, lo que resultó en videos más creativos y vínculos comerciales más elaborados como la canción "Ra" con Nissin curry, "Medusa" las tiendas por departaamento PARCO y "Nishi Tamao" con Casio.
En marzo de 2016, KOM_I anunció que su próximo álbum se lanzaría alrededor de junio en su primer show estadounidense en SXSW en Austin, Texas . El miniálbum titulado UMA, basado conceptualmente en animales míticos desconocidos, fue lanzado el 22 de junio de ese año bajo Warner Music Japan, su debut en un sello múscial importante. Se realizaron más conciertos internacionales en Taipéi, Hong Kong, Reims y Cracovia .
El sencillo, SUPERKID, se lanzó como adelanto de su primer álbum completo con el sello discográfico Warner, titulado SUPERMAN en 2017. Una actuación en el Nippon Budokan en marzo de 2017 marcó la presentación más grande del grupo y la producción de mayor presupuesto hasta la fecha. El espectáculo fue resumido en un Blu-Ray lanzado en julio de 2017. SUPERMAN presentó uno de los éxitos más conocidos del grupo, " Ikkyū-san ", así como los sencillos " Aladdin " y " Sakamoto Ryōma ". Después del lanzamiento de SUPERMAN, el grupo comenzó a promocionar sus nuevos lanzamientos de canciones que más tarde se recopilarían al año siguiente en su EP Galápagos . KOM_I también colaboró con el Derbi japonés para el sencillo digital "Melos", basado en el cuento Run, Melos!, y un concierto de transmisión en vivo titulado "Time to Play". Otro lanzamiento seguido titulado "Ei Sei", se realizó para un juego de aventuras basado en el manga Kingdom, que tuvo lugar simultáneamente en varias prefecturas. La canción recibió un lanzamiento digital generalizado en junio de 2017. A lo largo de este tiempo, tanto KOM_I como Kenmochi fueron anfitriones semanales de la transmisión de los miércoles por la noche para el programa Spark Radio de J-Wave con invitados frecuentes y debates.
2018 marcó un año en el que el grupo comenzó a colaborar más con músicos occidentales. Lanzaron dos canciones con la banda francesa Moodoïd, "Langage", que aparece en el álbum Cité Champagne de Moodoïd, y " Matryoshka ", que apareció en el EP Galápagos 2018 del grupo. Más adelante en el año, aparecieron en el sencillo de la banda escocesa Chvrches " Out Of My Head ". En abril de 2018, el grupo compuso la banda sonora de la película Neko wa Daku Mono (猫 は 抱 く も の), que Kenmochi produjo en gran parte instrumentales con algunas canciones con participación vocal de KOM_I.
En abril de 2019, se lanzó el EP Yakushima Treasure. El material fue un cambio radical para los oyentes acostumbrados a la producción y el sonido habituales de lanzamientos anteriores. El colaborador anterior Oorutaichi produjo todo el álbum, sin participación de Kenmochi. La producción y sonido fueron mucho más orientados hacia la música tradicional japonesa y los paisajes sonoros. Un mini documental promocional estuvo disponible a través de YouTube Prémium para el lanzamiento del álbum. La gira fue reducida para el EP, pero contó con interpretaciones de KOM_I y Oorutaichi en vestimenta tradicional, con KOM_I interpretando voces y Oorutaichi manipulándolos digitalmente sobre la marcha. La gira también contó con muy pocas canciones anteriores del grupo, excepto "Utah" del EP Triathalon, "The Sand Castle" del EP Galapagos y "A Cat Called Yellow" de la banda sonora de Neko wa Daku Mono . Durante este tiempo, Kenmochi reanudó el trabajo en su carrera en solitario después de una larga pausa al lanzar 沸騰 沸く "Footwork", un álbum centrado en la música juke y footwork. A medida que la actividad del grupo se desaceleró, Kenmochi continuó con la producción de sonido para otros artistas, comerciales y lanzó un EP en junio de 2020 titulado た ぶ ん 沸 く (TOWN WORK).
En septiembre de 2021, se anunció que KOM_I dejaría el grupo, mientras que Dir. F reclutó a la nueva vocalista Utaha para comenzar un segundo capítulo del grupo. La separación de KOM_I se vio motivada por la búsqueda de proyectos más experimentales, en la línea de Yakushima Treasure, al igual quería permitir que Wednesday Campanella regresara a la visión de Kenmochi y Dir. F. KOM_I continúa actuando y planea continuar grabando bajo el nombre de Yakushima Treasure con Oorutaichi. En octubre de 2021, Utaha hizo su debut actuando en el Shibuya PARCO con el lanzamiento de las canciones " Alice " y " Buckingham ". El grupo reanudó su gira por Japón y en febrero de 2022 lanzaron dos canciones y videos más para " Maneki Neko" y "Edison".
En marzo del 2023 se anunció que Utaha debutaría como actriz en la película "Ice Cream Fever", la cual será dirigida por Tetsuya Chihara y se estrenará en verano.

## Miembros
- Kenmochi Hidefumi (釼持英郁 o ケンモチヒデフミ) - música, letra - nacido el 2 de agosto de 1981 en Shinagawa .[31]
- Utaha (詩羽) - intérprete y cantante, nacida en Tokio en 2001.[26]
- Dir. F. (ディレクター・エフ, Yasuhiro Fukunaga[1]) - director.

### Miembros anteriores
- KOM_I (コムアイ, Komuai, Misaki Koshi[32] ) - intérprete, cantante - nacido el 22 de julio de 1992 en Kanagawa.[33]

## Nombre
El nombre Suiyōbi no Campanella hace referencia a su reunión habitual de ensayo de Suiyōbi (miércoles). Para su debut internacional en el festival SXSW en Austin, adoptaron el apodo en inglés, "Wednesday Campanella", que continuaron usando en San Francisco para su programa J-Pop Summit de 2016 y para el espectáculo del Festival Le Magnifique Society en 2017, en Francia. El nombre de KOM_I es una forma abreviada de su nombre y apellido.

## Espectáculos en vivo
KOM_I aparece como solista en el escenario, en eventos y en ocasiones promocionales. Susactuaciones en vivo eran conocidas por las actuaciones energéticas de KOM_I, que hacían uso extensivo de la audiencia, la utilería y todo el espacio del lugar. A menudo caminaba entre la multitud, subía escaleras y plataformas, y surfea en una bola zorb para la canción "Momotarō". El zorb está destinado a representar el melocotón en el que se encontró Momotarō según el folclore japonés.
Durante la gran actuación en el Nippon Budokan en marzo de 2017, tanto Kenmochi como Dir. F se unió a KOM_I para un bis final para cantar " Drácula ".

## Música
Kenmochi está principalmente a cargo de la producción musical, arreglos y composición de canciones. Los nombres de las canciones son de personajes famosos como Napoleón, Ryoma Sakamoto y los hermanos Wright. SUPERMAN de 2017 expuso este concepto con la idea de personas extraordinarias como Genghis Khan, Aladdin, Kamehameha y más. Además, cada canción hace referencia a hechos históricos, grandes personajes o momentos de la cultura popular. Las letras de Kenmochi parecen no tener sentido, una característica con intención deliberada. Muchas canciones presentan bromas o juegos de palabras difíciles de entender fuera del idioma japonés.
Anteriormente, KOM_I solo actuaba como vocalista del grupo, pero comenzó a participar en el proceso de producción con Rashomon . KOM_I comenzó a escribir letras para el lanzamiento de 2016, UMA. Sin embargo, Kenmochi volvió a escribir todas las letras y arreglos para SUPERMAN de 2017.